# Metamermerus
Metamermerus is een geslacht van hooiwagens uit de familie Assamiidae.
De wetenschappelijke naam Metamermerus is voor het eerst geldig gepubliceerd door Roewer in 1920. 

## Soorten
Metamermerus is monotypisch en omvat slechts de volgende soort:
- Metamermerus speculator